# A megtestesülésről nevezett Boldog Mária
A megtestesülésről nevezett Boldog Mária (Párizs, Francia királyság, 1566. február 26. – Pontoise, Francia királyság, 1618. április 28.) francia boldoggá avatott, stigmatizált karmelita apáca.

## Fiatalkora és házassága

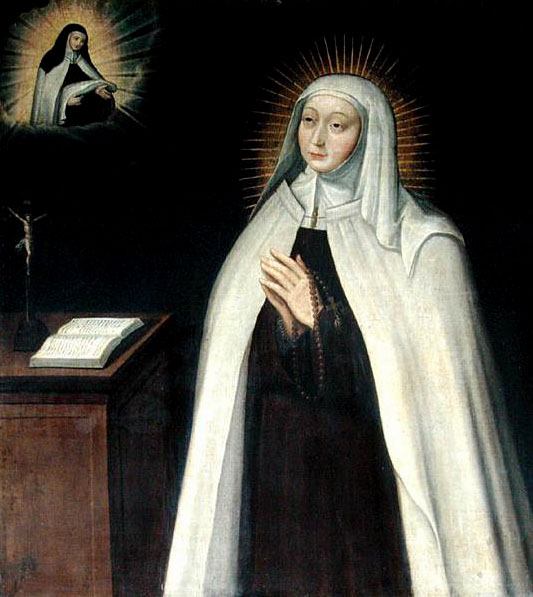
17. századi festményen

Barbe-Jeanne Avrillot néven született 1566. február 26-án, Párizs egyik legtekintélyesebb családjának gyermekeként. Vallásos környezetben nőtt fel, apáca szeretett volna lenni, de szülei 1582-ben férjhez adták egy Pierre Acarie nevű vagyonos fiatalemberhez. Boldogan éltek, férjét hat gyermekkel ajándékozta meg. Szabadidejét a jámbor irodalom olvasásával töltötte. 
1593-tól kezdve stigmatizációs fájdalmai jelentkeztek, de ezeket titokban tartotta. Ő az első francia nő, akit a római katolikus egyház hivatalosan elismert ebben a minőségében. Amikor 1594-ben férje politikai okokból menekülésre kényszerült, ő vette át a vagyon kezelését, amiben igen talpraesettnek bizonyult. Mire férje 1598-ban hazatért, otthonukból a művelt vallásos szellemi élet központját alakította ki. Magas rangú, nagy tekintélyű papok jártak az ún. Acarie-szalonba, megfordult ott a jezsuita generális, a király gyóntatója, sőt Szalézi Szent Ferenc is. Madame Acarie emellett buzgón látogatta a kórházakat, és segített az elesetteken. 
1601-ben álmában megjelent neki Ávilai Szent Teréz, a karmelita rend spanyol reformátora, s tudomására hozta Isten akaratát, hogy Barbe karmelita kolostorok alapításán fáradozzon Franciaországban. A mélyen vallásos asszony megfogadta a jelenés szavait. Megértette, hogy Franciaország vallási megújulását az imádság, az áldozat és engesztelés széles hulláma hozhatja el. Kitartó munkával elérte, hogy 1604-ben a Spanyolországból Franciaországba hozott sarutlan karmelita nővérek megkapták a párizsi Notre Dame des Champs nevű korábbi bencés kolostort. 1605–1609 között még négy másik karmelita kolostort is alapított, élete végéig összesen 17-et.

## Karmelita nővérként

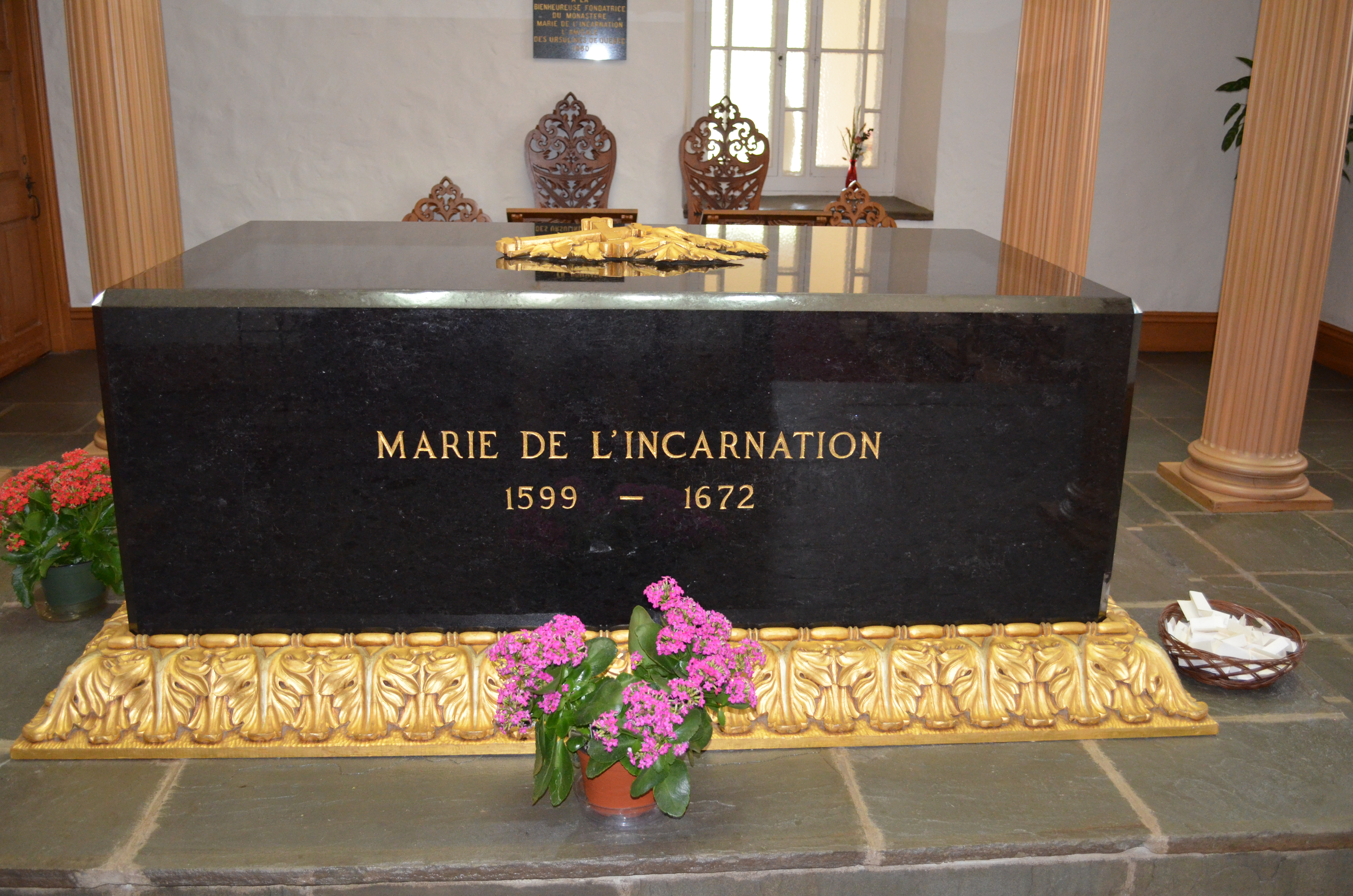
A megtestesülésről nevezett Boldog Mária sírja

Férje halála után, 1614-ben – Avilai Teréz anya ismételt megjelenésének hatására belépett az általa alapított kolostorok közül a legszegényebbe, az amiens-i karmelita kolostorba, ahol laikus nővér lett, és felvette a Megtestesülésről nevezett Mária nevet. Laikus nővérként – utolsóként a nővérek között – mosogatta az edényeket, segített a konyhában, és alázatos engedelmességgel térdelt saját lánya előtt, aki akkoriban a kolostor szubpriornője volt. Meggyengült egészsége miatt 1616 decemberében a Párizstól nem messze fekvő Pontoise kolostorába vitték. Párizs közelsége miatt sokan felkeresték a Megtestesülésről nevezett Máriát, hogy tanácsát és imasegítségét kérjék. Betegsége egyre súlyosbodott, s hosszas szenvedések után, 1618. április 18-án elhunyt. Négy évvel később megkezdték boldoggá avatási eljárását, amire 169 évvel később, 1791. május 24-én került sor VI. Piusz pápa jóváhagyásával. Ünnepe április 18-án van. Boldog Mária néhány levéltől eltekintve nem hagyott hátra írásokat, kortársai azonban a tökéletes istenszeretet eleven könyveként tisztelték.

## Fordítás
- Ez a szócikk részben vagy egészben  a   Marie of the Incarnation (Carmelite) című angol Wikipédia-szócikk ezen változatának fordításán alapul.  Az eredeti cikk szerkesztőit annak laptörténete sorolja fel. Ez a jelzés csupán a megfogalmazás eredetét és a szerzői jogokat jelzi, nem szolgál a cikkben szereplő információk forrásmegjelöléseként.